# Tirrena-Adriàtica 1971
La Tirrena-Adriàtica 1971 va ser la 6a edició de la Tirrena-Adriàtica. La cursa es va disputar en cinc etapes, entre el 10 i el 14 de març de 1971, amb un recorregut total de 985 km.
El vencedor de la cursa fou l'italià Italo Zilioli (Ferretti), que s'imposà en la general amb quasi un minut i mig sobre el segon classificat, el belga Georges Pintens (Hertekamp). L'italià Marcello Bergamo (Filotex) acabà en tercera posició.

## Etapes
| Etapa | Data       | Recorregut                       | Km    | Vencedor d'etapa         | Líder de la general |
| ----- | ---------- | -------------------------------- | ----- | ------------------------ | ------------------- |
| 1a    | 10 de març | Ladispoli - Fiuggi               | 208,0 | Gianni Motta (ITA)       | Gianni Motta (ITA)  |
| 2a    | 11 de març | Alatri - Pescasseroli            | 181,0 | Italo Zilioli (ITA)      | Italo Zilioli (ITA) |
| 3a    | 12 de març | Pescasseroli - Pineto di Pescaro | 184,0 | Guido Reybrouck (BEL)    | Italo Zilioli (ITA) |
| 4a    | 13 de març | Pineto - Civitanova Marche       | 202,0 | Giuseppe Beghetto (ITA)  | Italo Zilioli (ITA) |
| 5a    | 14 de març | S.B del Tronto - S.B del Tronto  | 210,0 | Giancarlo Polidori (ITA) | Italo Zilioli (ITA) |

## Classificació general
|    | Ciclista                  | Equip     | Temps       |
| -- | ------------------------- | --------- | ----------- |
| 1  | Italo Zilioli (ITA)       | Ferretti  | 26h 33' 18" |
| 2  | Georges Pintens (BEL)     | Hertekamp | + 1' 24"    |
| 3  | Marcello Bergamo (ITA)    | Filotex   | + 1' 31"    |
| 4  | Pierfranco Vianelli (ITA) | Dreher    | + 1' 46"    |
| 5  | Aldo Moser (ITA)          | G.B.C.    | + 1' 48"    |
| 6  | Enrico Maggioni (ITA)     | Cosatto   | + 2' 16"    |
| 7  | Gianni Motta (ITA)        | Salvarani | + 3' 16"    |
| 8  | Giancarlo Polidori (ITA)  | Scic      | + 3' 36"    |
| 9  | Noël Vanclooster (BEL)    | Hertekamp | + 3' 51"    |
| 10 | Davide Boifava (ITA)      | Scic      | + 3' 55"    |